# Bradinopyga cornuta
Bradinopyga cornuta é uma espécie de libelinha da família Libellulidae.
Pode ser encontrada nos seguintes países: Botswana, Quénia, Malawi, Moçambique, Namíbia, África do Sul, Tanzânia, Uganda, Zâmbia, Zimbabwe, possivelmente Burundi e possivelmente em Camarões.
Os seus habitats naturais são: florestas secas tropicais ou subtropicais, florestas subtropicais ou tropicais húmidas de baixa altitude, savanas áridas, savanas húmidas, matagal árido tropical ou subtropical, matagal húmido tropical ou subtropical e sistemas cársticos interiores.